# 第5次長期滞在
第5次長期滞在（だい5じちょうきたいざい、Expedition 5）は、国際宇宙ステーション（ISS）での5度目の長期滞在である。

## 乗組員
| 機長                                       | フライトエンジニア1                            | フライトエンジニア2                         |
| ------------------------------------------ | ---------------------------------------------- | ------------------------------------------- |
| ワレリー・コルズン, ロシア連邦宇宙局 2度目 | ペギー・ウィットソン, アメリカ航空宇宙局 1度目 | セルゲイ・トレシェフ,ロシア連邦宇宙局 1度目 |

## ミッションパラメータ
- 近点：384km
- 遠点：396km
- 軌道傾斜角：51.6°
- 公転周期：92分

- ドッキング：2002年6月7日16時25分（UTC）
- ドッキング解除：2002年	12月2日20時5分（UTC）
- ドッキング時間：178日3時間40分

## ミッションの目的
第5次長期滞在の乗組員は、2002年6月5日にSTS-111のミッションで、エンデバーによってISSを訪れ、6月7日からISSでの任務に就いた。6月10日に公式セレモニーが行われ、ISSのベルが鳴らされた。乗組員は、約25個の新しい実験装置をISSに運び込み、滞在期間中様々な実験を行った。彼らは185日間の滞在を終え、2002年12月7日にSTS-113で地球に帰還した。
3人はISSで生活する4番目の乗組員で、ロシア人の機長とロシア人及びアメリカ人のフライトエンジニアからなる国際的なチームであった。

## 宇宙遊泳
第5次長期滞在では、ピアースから2度の宇宙遊泳が行われた。

### 宇宙遊泳1
- 宇宙飛行士：コルズン、ウィットソン
- 時間：4時間25分
- 開始：2002年8月16日9時23分（GMT）
- 終了：2002年8月16日13時48分（GMT）

### 宇宙遊泳2
- 宇宙飛行士：コルズン、トレシェフ
- 時間：5時間21分
- 開始：2002年8月26日5時27分（GMT）
- 終了：2002年8月26日10時48分（GMT）